# Шон Вайсман
Шон Вайсман (івр. שון וייסמן; нар. 14 лютого 1996, Хайфа, Ізраїль) — ізраїльський футболіст, нападник іспанського клубу «Гранада».
Виступав, зокрема, за клуби «Хапоель» (Акко) та «Хапоель» (Кір'ят-Шмона).

## Клубна кар'єра
Вихованець футбольного клубу «Маккабі» (Хайфа). У січні 2014 дебютував в основному складі в матчі проти «Хапоель» (Беер-Шева).
У серпні 2015 на правах оренди перейшов до «Хапоель» (Акко), де провів два сезони.
Влітку 2016 також на правах оренди перейшов до друголівого «Маккабі» (Нетанья). Наступного року також на правах оренди перейшов до «Хапоель Іроні» (Кір'ят-Шмона), де відіграв лише один сезон.
У сезоні 2018–19 повернувся до «Маккабі» (Хайфа). Першу гру провів проти «Маккабі» (Тель-Авів).
20 червня 2019 Шон уклав дворічний контракт з авсстрійським клубом «Вольфсбергер». 17 серпня в матчі четвертого туру Вайсман зробив покер у домашній переможній грі 5–0 проти «Маттерсбургу».
19 вересня 2019 Шон відзначився в переможному матчі 4–0 проти команди «Боруссія» (Менхенгладбах) в груповому раунді Ліги Європи.
За підсумками сезону 2019–20 став найкращим бомбардиром в австрійській Бундеслізі.
31 серпня 2020 року підписав контракт з іспанським клубом «Реал Вальядолід» до 2024 року.
31 січня 2023 року на правах оренди перейшов до клубу «Гранада». У червні сторони уклали повноцінний контракт.
1 лютого 2024 на умовах оренди перейшов до італійського клубу «Салернітана».

## Кар'єра в збірній
З 2010 по 2015 роки виступав за юнацькі збірні Ізраїлю. У складі юнацьких збірних Ізраїлю U-17 та U-19 зіграв 11 матчів і відзначився сімома голами, у складі молодіжної збірної U-21 зіграв три матчі. 
9 вересня 2019 дебютував у складі національної збірної Ізраїлю.

## Досягнення
- Найкращий бомбардир чемпіонату Австрії (1):

«Вольфсбергер»: 2019-20